# Tomba de l'Orc

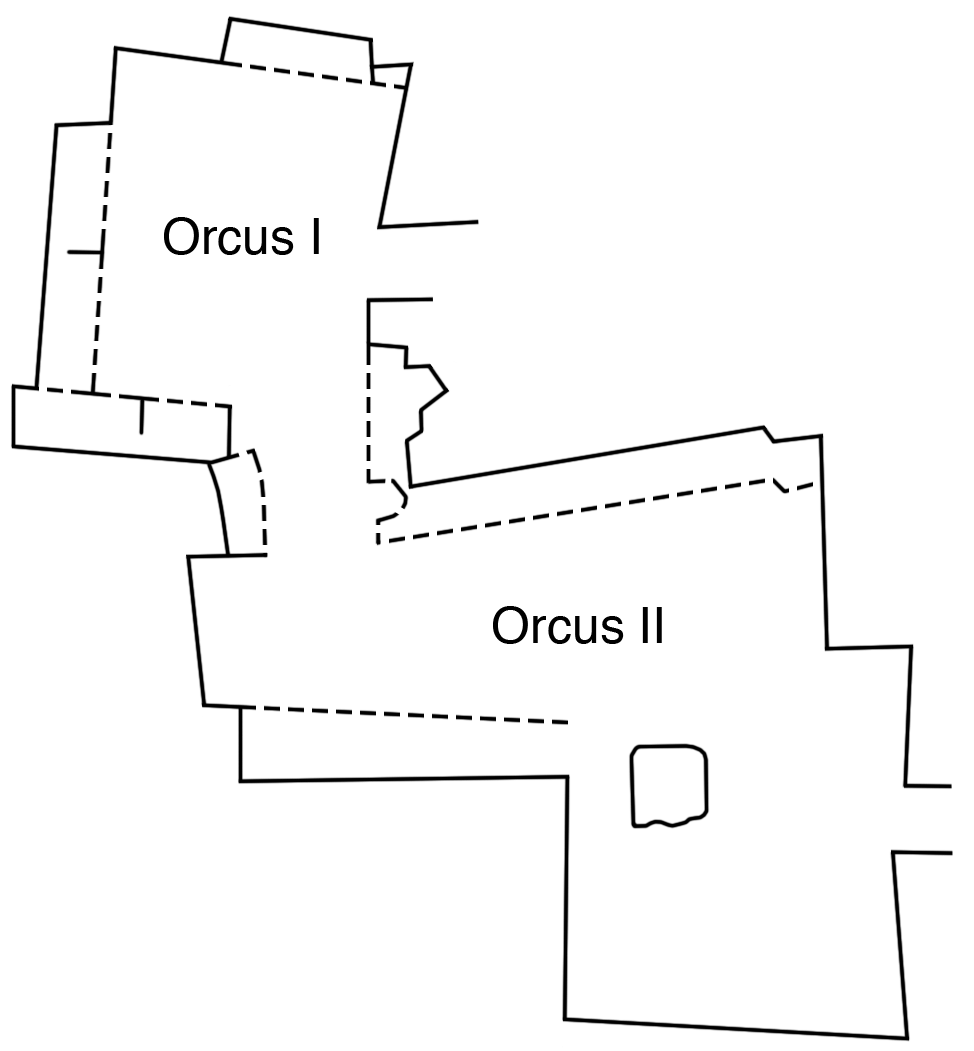
Esquema de la Tomba de l'Orc, amb dues cambres i dos dromos (entrades)

La Tomba de l'Orc (en italià: Tomba dell'Orco), a vegades anomenada Tomba de Murina (en italià: Tomba dei Murina), és un hipogeu etrusc del segle IV ae de Tarquínia. Descobert al 1868, mostra influències de l'art hel·lenístic en els seus notables murals, com ara el retrat de Velia Velcha, una noble etrusca, i l'única representació pictòrica coneguda del dimoni Tuchulcha. Els murals destaquen per la seua representació de la mort i el mal.
Com que la tomba es va construir en dues seccions i en dues fases, a vegades s'anomena Tombes de l'Orc I i II; sembla que pertanyien a la família Murina, una branca de la família Spurinna. La tomba té inscrita la següent frase enigmàtica: 
| « | LARΘIALE HVLΧNIESI MARCESIC CALIAΘESI MVNSLE NACNVAIASI ΘAMCE LE… | » |
| — |                                                                   |   |

## Història
Orc I fou construït entre 470 i 450 ae (tal vegada per un home anomenat Leive); cap al 325 ae es construí un hipogeu separat, Orc II. En algun moment de l'antiguitat s'enderrocà el mur entre tots dos, creant una gran tomba amb dos dromos (entrades).
La tomba l'estudià el 1868 un oficial de l'exèrcit francés. L'excavador va confondre la pintura d'un ciclop amb el déu romà Orc, d'ací ve el nom «Tomba de l'Orc». El nom en italià (Tomba dell'Orco) també pot significar 'Tomba de l'Ogre', i així s'utilitza a Itàlia en l'actualitat.
La segona tomba encara no s'ha acabat d'excavar.

## Murals
La majoria de parets estan decorades amb murals, però sense completar el sostre. Una anàlisi científica realitzada el 2001 va revelar que la pintura utilitzada contenia cinabri, ocre, orpiment, calcita, coure i blau egipci. Mentre que les il·lustracions d'Orc I són molt elogiades (en concret la pintura de Velia Velcha), algunes de les il·lustracions d'Orc II es consideren mal fetes.
És probable que els excavadors francesos de la tomba intentassen manllevar alguns murals per a l'espoli del Museu del Louvre, la qual cosa en provocà una important deterioració.

### Orc I
La Tomba d'Orc I (també coneguda com a Tomba de Velcha) fou construïda entre 470 i 450 ae. Les parets principal i dreta representen un banquet, es creu que dels Spurinnas, després de la seua mort en el setge de Siracusa. Els comensals estan envoltats de dimonis que fan de copers.
Una dels comensals és una noble anomenada Velia Velcha (o, segons algunes interpretacions, Velia Spurinna), el retrat de la qual ha estat anomenat la Mona Lisa de l'antiguitat clàssica. El seu perfil realista (en especial l'ull) mostra influència de l'art hel·lenístic. A diferència, però, de la Gioconda, destaca per l'expressió facial.

### Orc II

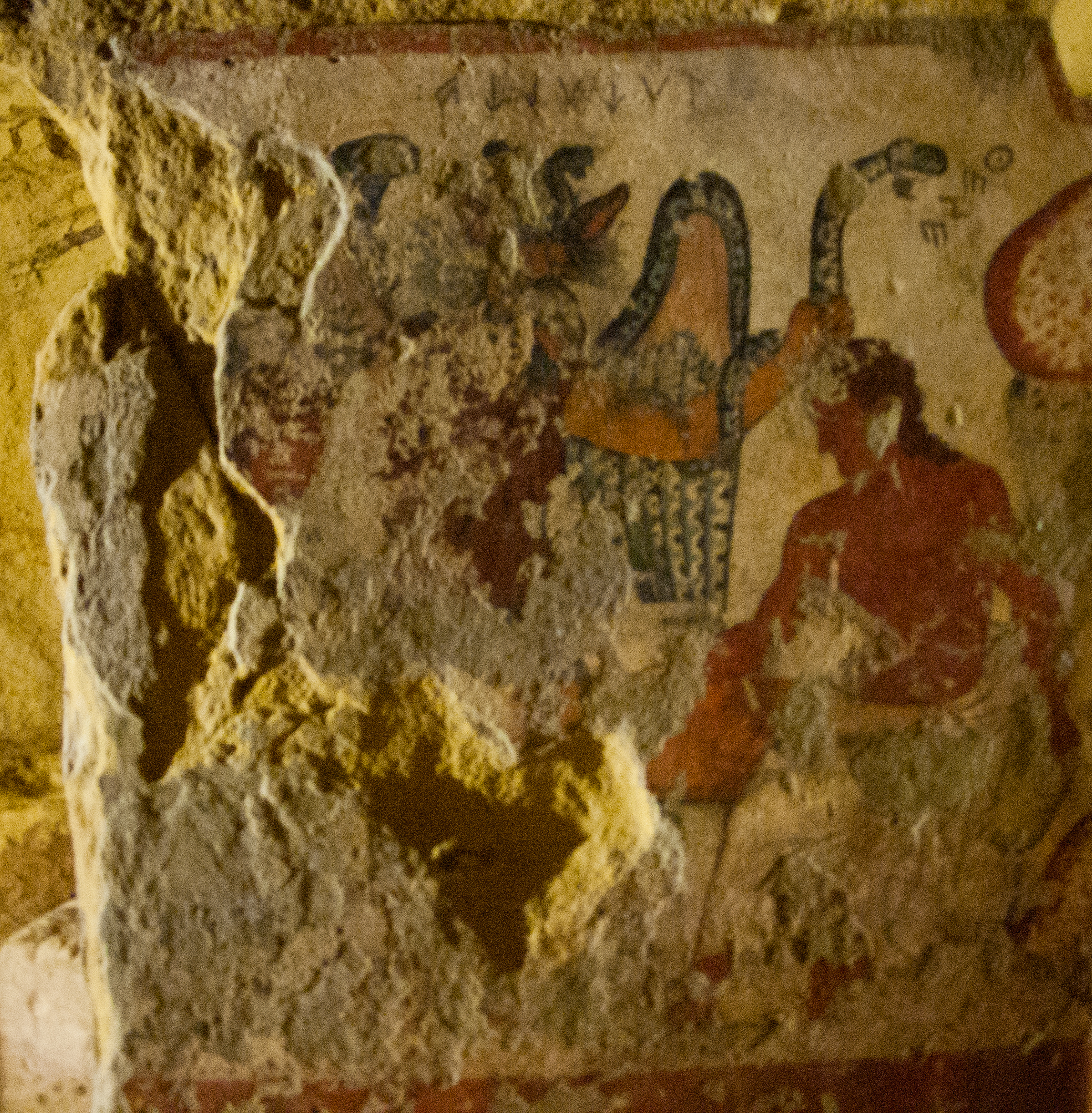
Teseu i Tuchulcha

La Tomba d'Orc II (a vegades anomenada Tomba d'Orc) fou construïda cap a l'any 325 ae. L'entrada està custodiada per pintures de Caront, el guardià de l'inframon, i un ciclop (possiblement Polifem o Geríon). Quan es descobrí la tomba, el ciclop fou confós amb el déu romà de l'inframon, Orc (d'ací ve el nom de la tomba).
La paret del fons representa un festeig fúnebre presidit per Aita (Hades), el déu etrusc de l'inframon, i la seua esposa Phersipnei (Persèfone). Sembla que la paret esquerra representa Agamèmnon, Tirèsias i Àiax en l'inframon.
«Aquests (Teseu) i l'equivalent etrusc de Pirítous estan asseguts en una taula a la paret dreta, jugant a un joc de taula, on són amenaçats pel dèmon etrusc Tuchulcha, que apareix amb orelles punxegudes, cara peluda i bec punxós, brandant serps a les mans. La tomba és especial perquè conté l'única representació històrica coneguda d'aquest dimoni.

## Inscripció
Una inscripció en els fonaments de la tomba  diu:
| « | LARΘIALE HVLΧNIESI MARCESIC CALIAΘESI MVNSLE NACNVAIASI ΘAMCE LE… | » |
| — |                                                                   |   |

Caldria entendre-ho com:
| « | Larthiale Hulchniesi Marcesi Caliathesi munisule nacnvaiasi thamuce Le… | » |
| — |                                                                         |   |

Els noms "Larthiale Hulchniesi" i "Marcesi[c] Caliathesi" estan en datiu, per la qual cosa signifiquen 'per a/per Larth Hulchnie' i 'per a/per Marce *Caliathe', respectivament; "nacnvaiasi" també és datiu, del substantiu etrusc nacnvaia, 'els que venen després' (és a dir, la posteritat); el substantiu "mun[i]s[o]li" es refereix a qualsevol monument subterrani (i no sols a tombes); el verb "tham[o]ce" significa 'establert'; el "Li..." final són les lletres etrusques LI retallades, tot i que una part de la següent lletra és visible, a vegades interpretada com una "i"; s'ha suggerit el nom "Leive". La frase es tradueix llavors:
| « | Le[ive] va erigir aquest monument a Larth Hulchnie i Marce Caliathe per a la posteritat. | » |
| — |                                                                                          |   |

Sembla que Lrth Hulchnie fou magistrat de Tarquínia en el segle IV ae, i que Marce Caliathe era el seu «representant».
Es discuteix, però, si la transcripció significa que Larth Hulchnie i Marce Caliathe foren enterrats a la tomba, sobretot perquè no eren Spurinna; la majoria dels estudiosos creuen que el monument estava simplement dedicat als magistrats. Elsetruscòlegs Giuliano i Larissa Bonfante han suggerit que el passatge és incomplet i que originàriament hauria especificat «durant la magistratura» d'Hulchnie i Caliathe (confer zilci Velusi Hulchniesi, 'durant la magistratura de Velu Hulchnie', que es troba en un altre lloc de la tomba).
| « | Le[ive] va erigir aquest monument per a la posteritat [durant la magistratura] de Larth Hulchnie i Marce Caliathe. | » |

"Marce" és probablement un cognat o preforma de "Marcus". "Hulchnie" se sol interpretar com la gens Fulcinia, i "Larth" es creu que és afí al nom en grec "Laertēs"; Larth Hulchnie significa "Hulchnie, fill de Larth".